# ハヤブサが守る家
『ハヤブサが守る家』（ハヤブサがまもるいえ）もしくは『ミス・ペレグリンと奇妙なこどもたち』（ミス・ペレグリンときみょうなこどもたち、英: Miss Peregrine's Home for Peculiar Children）は、2011年に出版されたアメリカ合衆国の作家ランサム・リグズによるダーク・ファンタジー小説。リグズにとってこの作品はデビュー作に当たる。作品は、家族に惨劇が襲いかかった後、手がかりに導かれるようにウェールズにある孤児院へ向かう男の子を主人公とした物語で、語りの部分と、個人収集家のコレクションから作者が選んだ日常写真とが組み合わされた構成となっている。
このジュブナイル小説は、元々リグズが集めた写真をまとめたフォトブックにされる予定だったが、Quirk Books (en) の編集者のアドバイスで、物語のガイドとして配置されるよう変更された。リグズ自身は写真収集家でもあったが、自身のコレクションでは小説に不十分だった。彼は収集家仲間から紹介を受け、ローズ・ボール・フリー・マーケット (en) で有名収集家レナード・ライトフット（英: Leonard Lightfoot）と会った。これを機にリグズは、少年が祖父の古い写真を手がかりに、ウェールズの島ケインホルム（英: Cairnholm）にある巨大な孤児院に辿り着くという物語を創り上げた。
作品は出版後『ニューヨーク・タイムズ』のベストセラーにも選ばれ、45週間のランクイン後、2012年4月29日には子ども向けチャプター・ブック部門で1位に躍り出て、同年5月20日に4位に甘んじるまでこの順位を保った。批評家からは、ビンテージ写真の創造的利用や、キャラクター造形・舞台設定について、概ね好意的な批評が寄せられた。
作品は2016年に公開されたティム・バートン監督の同名映画の原作になった。これに合わせ、日本では訳題を変更した新訳が出版されている（→#翻案・翻訳）。

## あらすじ
子どもの頃、ジェイコブ・ポートマンは、祖父エイブラハムから、ミス・ペレグリンという女性が運営する「奇妙なこどもたち」向けの施設で暮らしていた話を聞かされていた。成長したジェイコブは祖父の話を疑うようになるが、ある日祖父の元を訪れた彼は、瀕死の怪我を負ったエイブラハムと、自分にしか見えない人の形をした奇妙な生き物を目撃する。エイブラハムはジェイコブに「オールド・マンズ墓地の反対側にある1940年9月のループで鳥を見つけ、そこで彼らに何が起こったか説明しろ」と言い残す。ジェイコブの「見えない怪物」に関する話を信用する人はおらず、彼は正気ではないと思われる。ジェイコブの両親は息子を精神科医のゴランの元へ連れて行くが、ゴランはジェイコブに、祖父の話す孤児院があるウェールズへ向かうよう勧める。ウェールズへ向かったジェイコブは荒れ果てた家を見つけ、この家について、ケインホルム博物館の職員など地元の人々に聞いて回る。
孤児院のあった場所をもう1度探しに行ったジェイコブは、謎の少女・エマに出会い、彼女についていく。ふたりは湿地に辿り着くが、ジェイコブはここでインやそこに住む人々がとても変わっていることに気付く。インではジェイコブが呑兵衛の宿泊客に追い回され、エマと透明人間ミラードが彼を助けてミス・ペレグリンの孤児院へ逃げ込む。ジェイコブはここでクレアやブロンウィンなど「奇妙なこどもたち」と出会い、エマとミラードからここが同じ日を繰り返すタイム・ループだと教えられる。孤児院の主ミス・ペレグリンはタイム・ループを作ることができるインブリンという種族で、ジェイコブにホローガストが孤児院の脅威になっていると教える。人の形をし、触手のような口を持つその姿は、エイブラハムを殺した怪物の姿にそっくりだった。彼女は更に、ホローガストはシベリアのツンドラで行われ失敗した不死化実験の産物だと教え、ジェイコブには祖父同様にホローガストを見る能力があることを伝える。
ジェイコブは奇妙な子供たちが、仲間を喜ばせるために自分の力を使っていることに気付く。無生物に一時の生命を吹き込むことができるイーノックから、彼は物語の開始以前にホローガストに殺され、寝室に安置されているヴィクターの遺体を見せられる。ホローガストから進化したワイトと呼ばれる種族は、奇妙なこどもたちの能力を貪るように欲しがっていた。ジェイコブ・エマ・ブロンウィン・イーノック・ミラードは、蓋のない氷の棺に死んだマーティンが安置されている氷の家へ向かう。ここで、イーノックが羊の心臓を使ってマーティンを生き返らせ、彼がワイトに殺されたことを聞き出す。すると彼らの背後にワイトが現れ、その正体がジェイコブの精神科医ゴランだったことが分かる。ジェイコブは、自分や仲間のこどもたちをゴランから無事に逃がすため、タイム・ループに留まることを決意する。彼らはエイブラハムを殺したホローであるマルサスの行方を追う。ジェイコブはエマを初めとした奇妙なこどもたちを引き離してから、庭園はさみを使って何とかホローを仕留めるが、彼らが孤児院に戻った時には、ゴランがミス・ペレグリンを誘拐して去っていた。
ゴランはこどもたちに、ミス・ペレグリンを助けようとは思うなと警告する。しかしジェイコブやこどもたちは、彼がはったりをかましているだけだと確信し、ゴランを追うことに決める。灯台の近くでこどもたちに見つけられたゴランは、ミラードを撃つが怪我をさせるだけに終わる。こどもたちはまた、鳥の姿でかごに捕らわれているミス・ペレグリンとミス・アヴォセット（別のインブリン）を見つける。ジェイコブとエマに追い詰められたゴランは、鳥かごを海へ投げ落とすが、ジェイコブに撃たれて暗闇へ落ちていく。ふたりは海に落ちた鳥かごを追って、Uボートを見つける。彼らは鳥かごを取り返し、ミス・ペレグリンの救出には成功するが、ミス・アヴォセットはワイトに捕らえられUボートで連れ去られていく。またジェイコブとこどもたちは、ミス・ペレグリンが人間の姿に戻れないことに気付く。こどもたちが帰ってくると、孤児院は無残に壊されており、ワイトの後を追ってミス・ペレグリンを助ける手立てを見出す必要があると分かる。ジェイコブは父親に別れを告げるために1度現代に戻るが、仕事が終わったら必ず戻ってくると約束する。ジェイコブとこどもたちは、怪物たちを追うために船で出港するのだった。

## 登場人物

### 奇妙なこどもたち
- ジェイコブ・ポートマン（英: Jacob Portman）- 16歳のアメリカ人少年で、物語の主人公。祖父エイブラハムが怪物に殺された後、ミス・ペレグリンが運営する奇妙な子供たち用の孤児院へ辿り着き、自分の家族には「ホローガスト」（英: hollowgast）が見える特性が代々伝わっていることを知る。後に、ジェイコブの能力は、ホローガストが見えることに留まらず、彼らの言葉を喋って相手を操ることもできると分かる。
- エマ・ブルーム（英: Emma Bloom）- タイム・ループの中で暮らしているためティーンエイジャーの見かけをしているが、実際には80歳以上である。10歳の時にミス・ペレグリンに助けられ、ケインホルム島にやってきた。火を作って、素手で触れたもの全てを燃やす能力を持つ。ジェイコブの滞在中、彼と急接近する。映画版ではオリーヴがこの特性を持つ[12]。
- オリーヴ・エレファンタ（英: Olive Elephanta）- 奇妙なこどもたちの中で、クレアに次いで幼いひとり。彼女は空気よりも体重が軽い。映画版では、オリーヴとエマの特性が入れ替わっている[12]。
- ブロンウィン・ブラントリー（英: Bronwyn Bruntley）- きょうだいのヴィクターと同じく、怪力の持ち主である思春期の少女。オリーヴやクレアなど年下のこどもたちにとって、ミス・ペレグリンとは別の立場で母のように接する。忠誠心に厚く心優しい性格で、友人のためなら何でも行う。
- イーノック・オコナー（英: Enoch O'Connor）- 降霊術ができ、無生物に一時の命を吹き込むことができる。無慈悲な人物に見えるが、実際には心配性の人間。
- ホレース・ソムナッソン（英: Horace Somnusson）- 予知夢を見ることができる。ファッションに敏感で、シルクハット・モノクル・スーツにタイと、紳士の出で立ちをしている。明確なイングランド訛りで話すほか、高慢で上流ぶった様子である。一方でとても臆病でもあり、3部作では狂言回しも多いなど最も喜劇的人物として描かれている。
- フィオナ・フラウエンフェルト（英: Fiona Frauenfeld） - タイム・ループの中で生活しているため、ティーンエイジャーの見かけをしている。植物を自在に操る能力があり、嬉しい時には植物を育てたり枯らしたりすることができる（但し枯らすことは稀）。多くの毒・毒素に耐性を持っている。だらしない身なりをしているが、これは愛する植物への尊敬を込めた行動でもある。
- ヒュー・アピストン（英: Hugh Apiston）- ハチと心を通わせるティーンエイジャーの少年。ハチたちを守るため自分の胃の中で飼っており、外へ飛び出すよう命令できる。フィオナと心惹かれ合っているが、ほかの「奇妙なこどもたち」は、ハチ・植物を自在に操れるふたりが惹かれ合うのは当然のことだと感じている。
- ミラード・ナリングス（英: Millard Nullings）- 透明人間の青年で、他の人間には姿が見えないため、ミス・ペレグリンの命令でほとんどいつも服を着て生活している。奇妙なことについて造詣が深く、タイム・ループ中に島で起こった全てのことを記録している。
- クレア・デンスモア（英: Claire Densmore）- 奇妙なこどもたちの中で最年少のひとり。ブロンドの巻き毛に隠れた後頭部に、鋭い歯が生えた口を持っている。
- ヴィクター・ブラントリー（英: Victor Bruntley）- ブロンウィンのきょうだいで、彼女と同じく怪力の持ち主。物語開始より前にホローによって殺されており、遺体は埋葬されるまで寝室に放置されていた。死ぬ前はイーノックと親友関係にあり、このためにイーノックは物語・映画の終盤までエイブラハム・ジェイコブを責め続けることになる。
- エイブラハム・ポートマン（英: Abraham Portman）- ジェイコブの祖父で、孫同様ホローガストを見る能力を持つ。ポーランド出身で、戦時中はウェールズにある児童保護施設で生活していた[1]。かつてループで生活していた時は、エマと恋仲にあった。エイブラハムは戦うためにループを離れ、人生をホローガストたちを殺す旅に費やしていたが、このことを家族には秘密にしていた。後にホローに殺される。
- 双子（英: The Twins）- 正式に名前が紹介されることなく、映画全編を通して双子揃って行動している。頭から足先まで覆うように白い布を被っており、顔も全て白い仮面で隠している。彼らの特殊能力は物語場明示されないが、最後の戦いのシーンでは、仮面を外しゴルゴンのような姿を露わにする。原作には現れず、映画独自の登場人物。

### インブリン
インブリンはある種の鳥に変身することができ、タイム・ループを維持する能力を持つ種族である。彼らは必ず女性で、奇妙なこどもたち・大人・動物を守る役割を持ち、彼らを恐ろしい状況から助けることも多い。
- アルマ・ルフェイ・ペレグリン（旧姓ベンサム、英: Alma LeFay Peregrine (née Bentham)）- 学校長。パイプ煙草を楽しむ優美な人物で、いつも厳格な態度ではあるが、こどもたちをあたたかく見守っている。幼い頃はミス・アヴォセットのタイム・ループで生活していた。ハヤブサ（英語名：ペレグリン・ファルコン）に変身する。
- エスメラルダ・アヴォセット（英: Esmeralda Avocet）- ヴィクトリア朝中期のイングランド出身である高齢女性。ワイトやホローガストにタイム・ループを襲われ、ミス・ペレグリンのループへと逃げ込んだ。ソリハシセイタカシギ（英語名：アヴォセット）に変身する能力を持つ。
- ミス・フィンチ（英: Miss Finch）- 彼女について知られていることは少ない。フィンチに変身する能力を持ち、フィンチの姿をしたおばを持つ。
- バレンシアガ・レン（英: Balenciaga Wren）- 奇妙な動物たちを集めた動物園の園長で、ミソサザイ（英語名：レン）に変身する能力を持つ。
- ミリセント・スラッシュ（英: Millicent Thrush）- ロンドンに奇妙なこどもたちのためのタイム・ループを持っており、ツグミ（英語名：スラッシュ）に変身する能力を持つ。

### 奇妙でない人々
- マリアン・ポートマン（英: Maryann Portman）- ジェイコブの母でフランクリンの妻。裕福な家庭に育ち、実利主義的な信条を持ち続けている。ジェイコブに対して非常に心配性に振る舞う。
- スーザン・ポートマン（英: Susan Portman）- ジェイコブのお気に入りのおば。ジェイコブにエイブラハムが持っていたラルフ・ワルド・エマーソンの詩のコピーを渡すが、これがジェイコブをウェールズ旅へ誘うことになる。
- フランクリン・ポートマン（英: Franklin Portman） - ジェイコブの父、マリアンの夫、スーザンの兄弟、エイブラハムの息子。

## 評価
この作品は、『ニューヨーク・タイムズ』紙のベストセラーリスト (en) に、子ども向けチャプター・ブック部門で1年以上連続掲載された。2012年4月29日には、45週間の掲載の末、リストのトップに躍り出て、同年5月20日に4位に甘んじるまでこの地位を維持した。作品は63週掲載後、2012年9月9日にベストセラーリストリストから陥落した。
『ロサンゼルス・タイムズ』紙のデボラ・ネットバーンは、小説の最も優れた点として、「本から湧き上がるような一連の白黒写真」を挙げた。『パブリッシャーズ・ウィークリー』では、「よく練り上げられたキャラクター、現実のようなウェールズの舞台設定、とても気味の悪い怪物たちが、作品を楽しく風変わりなものにしている」と評価した。

## 続編
続編となる小説 "Hollow City" (en) は2014年1月14日に発売された。時系列では第1作の直後に位置付けられ、ジェイコブと友人たちが、ミス・ペレグリンの元から「世界の奇妙な首都」（英: The "peculiar capital of the world"）であるロンドンへ避難する筋書きである。
ミス・ペレグリンシリーズの第3作は "Library of Souls" (en) と銘打たれ、2015年初頭に出版される予定だったが、実際には同年9月22日に発売された。

## 翻案・翻訳
カサンドラ・ジーン（英: Cassandra Jean）によるグラフィックノベルが2013年11月に発売された。
作品の最初の日本語訳は、2013年に東京創元社から出版された。翻訳は山田順子が担当し、『ハヤブサが守る家』との訳題が用いられた。その後、2016年の同名映画公開に合わせ、潮出版社から新訳の文庫版が出版されている。この新訳では、金原瑞人・大谷真弓が翻訳を担当し、訳題が映画と同じ『ミス・ペレグリンと奇妙なこどもたち』に変更された。

### 映画化
この作品を原作とした映画が、ティム・バートン監督、ジェーン・ゴールドマン脚本で2016年9月30日に全米公開された。タイトル・ロールのミス・ペレグリンはエヴァ・グリーン、ジェイクはエイサ・バターフィールド、そしてエマはエラ・パーネルがそれぞれ演じた。